# 岡田晃一
岡田 晃一（おかだ こういち、1944年6月25日 - ）は、日本の元プロボクサー。東京都出身。元OBF東洋ジュニアフェザー級（現スーパーバンタム級）チャンピオン。キングジム、のち木村ジム所属。
派手なKO勝ちとは無縁だが、それを対照とできる優れた技巧で東洋王座を5度防衛したテクニシャン。

## 略歴
立教大学卒。オリンピック強化選手にもなった。1968年3月20日、キャリア9戦目で東洋ジュニアフェザー級王者スルフレド・バスコに挑戦、スピーディなジャブ、ストレートで王者をアウトボクシングで翻弄、判定で王座を奪取した。
確かな技巧でその後王座を5度防衛した。1970年2月26日、元金メダリストで東洋バンタム級王者の桜井孝雄とのカードは、当代屈指の技巧派同士の一戦として話題を呼んだが、2ラウンドのダウンが祟り小差の判定負け。
1971年11月20日、6度目の防衛戦で韓国の張奎喆に5回TKO負け、王座を失うとともに引退した。

## 通算戦績
23戦19勝（3KO）3敗1分